# 平将恒
平 将恒（たいら の まさつね）は、平安時代中期から後期にかけての豪族、武将。桓武天皇6世で、武蔵国の名族・秩父氏の祖。諱は将常とも。父は平忠頼、生母は平将門の娘・春姫。母方の祖父が平将門であり、将恒の「将」の諱も将門から引き継いだものと思われる。官位は武蔵権大掾。

## 略歴
治安3年（1023年）、武蔵介の藤原真枝が勅命に反し武蔵国にて兵を起こした。将恒は藤原真枝征伐の命を受けて相模・上総の兵を率いて豊島で戦い、藤原真枝は自害、将恒はこれを鎮圧した功で駿河・武蔵・上総・下総に領地を得たという。
長元元年（1028年）、兄・忠常が房総半島で大規模な反乱（平忠常の乱）を起こしたが、将恒はこれに加担せず、勢力を大きく減退させることはなかったと伝わる。
武蔵秩父郡において秩父氏を称し、将恒の子孫は秩父平氏として武蔵国各地に勢力を拡大した。長男・武基の生母は武蔵武芝の娘（『西角井系譜』より）とされるが、その系図の信憑性は問題があり信用ができない。次男・武常と三男・常任の生母は平忠通の娘とされる（『桓武平氏良文系全系図』より）
前九年の役にて、51歳で戦死したと伝わる。

## 系譜
- 父：平忠頼
- 母：春姫 - 平将門次女
- 妻：平忠通娘
  - 長男：平武基（秩父武基）
  - 次男：平武常（豊島武常）
  - 三男：平常任（小山田常任）